# Exocentrus ghesquierei
Exocentrus ghesquierei là một loài bọ cánh cứng trong họ Cerambycidae.